# Johann Kuhnau
Johann Kuhnau (Geising, 6 d'abril de 1660 - Leipzig, 5 de juny de 1722) va ser un compositor alemany del Barroc, organista i clavecinista. Va obtenir el càrrec de cantor a l'església de Sant Tomàs de Leipzig, precedint en aquest càrrec a Johann Sebastian Bach; va tenir com alumnes destacats Johann Paul Kunzen, Johann David Heinichen, Johann Theodor Roemhildt i Christoph Graupner. Va romandre a Leipzig fins a la seva mort.
El més destacat de la seva obra són les seves composicions per a instruments de tecla. També va escriure música religiosa en forma de cantates i una novel·la, Der musicalische Quack-Salber, en la qual relata les aventures d'un personatge a través de l'Alemanya del segle xviii. Aquesta obra és de gran valor per comprendre l'ambient musical i social de l'època.

## Obra
Johann Kuhnau va publicar en vida quatre llibres de peces per a instruments de tecla:
- El primer Clavier-Übung (1689) i el segon Clavier-Übung (1692). Ambdós Clavier-Übung contenen cada un set partites.
- Frische Clavier Früchte, oder Sieben Sonaten (1696) ("Fruits frescos per al teclat, o 7 Sonates). Amb set sonates, va ser la primera publicació en la qual s'atorga el nom de sonata a una obra per a solista.
- Sechs Musikalische Vorstellugen einiger Biblische Historien (1700) ("Sis representacions musicals d'algunes històries bíbliques"). Conté les sis peces també conegudes com a "Sonates Bíbliques". Inclou alguns dels exemples més primerencs de música programàtica extensa, que intenta descriure assumptes molt més variats que algunes peces d'èpoques anteriors de Byrd o Frescobaldi, que representaven batalles. La quarta d'aquestes últimes sonates va servir d'estímul a Bach per compondre el seu Capriccio en si bemoll major (BWV 992) "En marxar el germà estimat".